# Kasteel Paide
Het Kasteel Paide (Ests: Paide ordulinnus) is een middeleeuws kasteel in Paide. Het kasteel werd in 1265 gebouwd door de landheer van Lijfland. Het kasteel staat bekend om zijn achthoekige toren. Deze werd in 1941 door Sovjet-soldaten vernietigd maar in 1993 weer volledig herbouwd. Sindsdien huisvest de toren ook een museum.
Järvamaa-museum · Kasteel Paide · Wittenstein Activiteitencentrum